# Kirstin Holum
Kirstin Holum (sinh ngày 29 tháng 6 năm 1980) nguyên là một vận động viên của đội tuyển trượt băng tốc độ Hoa Kỳ. Năm 1997, Kirstin Holum đã đạt quán quân tại Giải vô địch trượt băng tốc độ trẻ toàn thế giới, đồng thời cô cũng thiết lập ba kỷ lục quốc gia ở cự ly thi đấu 3000 m. Một năm sau, tại Thế vận hội Mùa đông 1998, Kirstin Holum thi đấu trong màu áo đội tuyển trượt băng tốc độ Mỹ ở cự ly 3000 m và 5000 m. Cô kết thúc ở vị trí thứ sáu và thứ bảy trong từng cự ly. Sau khi giã từ sự nghiệp thể thao, cô trở thành nữ tu Dòng Phan Sinh và được gửi đến Anh với sứ vụ thành lập một tu viện mới theo lời mời của Giám mục Giáo phận Leeds.

## Cuộc đời
Mẹ của Kirstin Holum là Dianne Holum. Từ khi còn nhỏ, Kirstin Holum đã luôn nhận được sự hỗ trợ từ mẹ. Bà Dianne Holum cũng từng là một vận động viên trượt băng nổi tiếng với nhiều thành tích cao. Sau khi kết thúc sự nghiệp vận động viên, bà Dianne Holum trở thành huấn luyện viên môn trượt băng. Năm 16 tuổi, mẹ của Kirstin Holum đã cho cô cùng đi hành hương đến Fatima. Chuyến hành hương Fatima đã làm thay đổi cuộc đời của Kristin. Cô vẫn tham gia vào các cuộc thi trượt băng nhưng có một cách nhìn khác về tôn giáo.

### Sự nghiệp thể thao
Năm 1998, tại Thế vận hội mùa đông tại Nagano, Nhật Bản, Kirstin Holum thi đấu trong các cự ly 3.000 mét và 5.000 mét. Các cự ly này thường dành cho những vận động viên trên 17 tuổi, độ tuổi của cô lúc đó. Cô đứng thứ sáu tại cự ly 3.000 mét và thứ bảy trong cự ly 5.000 mét.
Trong suốt sự nghiệp của mình, Kirstin Holum lập được tám kỷ lục trong các cuộc thi trượt băng tốc độ tại Hoa Kỳ và sáu kỷ lục thế giới dành cho vận động viên trẻ và là Nhà vô địch Trẻ Thế giới năm 1997 đồng thời tham gia Thế vận hội Mùa đông 1998.

### Gia nhập dòng Phan sinh canh tân
Sau Thế vận hội mùa đông năm 1998 tại Nagano, Nhật Bản, Kirstin Holum theo học một trường nghệ thuật. Sau khi lấy bằng Cử nhân Mỹ thuật về Nhiếp ảnh, Kirstin Holum quyết định giã từ thi đấu để trở thành thỉnh sinh trong dòng các nữ tu Phan sinh canh tân ở Bronx, New York.
Năm 2003, Kirstin Holum được khấn vào dòng với tên gọi trong dòng là Catarina.
Khi mới vào nhà dòng, Kirstin Holum ít kể cho mọi người biết về cuộc đời vận động viên trượt băng trước đây của mình. Nhiều nữ tu cùng dòng không biết sơ Catarina đã từng tham dự Thế vận hội. Tình cờ mọi người đọc được một bài báo viết về vận động viên Kirstin Holum, câu chuyện của sơ Catarina được lan truyền rộng trong cộng đồng Công giáo. Nữ tu Catarina nhận được nhiều lời mời tham dự các buổi nói chuyện trong cộng đồng tín hữu Công giáo. Sơ Catarina đã có buổi nói chuyện trước 10 ngàn người trong một đại hội tôn giáo ở Luân Đôn.
Năm 2009, sau sáu năm sau khi vào nhà dòng, sơ Catarina cùng sáu nữ tu khác được gửi đến Anh với nhiệm vụ cùng nhau thành lập tu viện mới theo lời mời của giám mục Giáo phận Leeds.

### Câu nói
... Cuộc đời nữ tu là cuộc sống kỷ luật và khó khăn và những thời gian dài và những điều không chờ đợi đang xảy đến. Tôi có thể thấy rằng việc huấn luyện thi đấu ở Olympics đã giúp tôi tập trung nhiều trong đời sống tu trì.

### Nhận xét
Nói về việc ngưng tham gia thi đấu thể thao để vào nhà dòng của Kirstin Holum, Vatican News nhận xét: 
| “ | ... Sơ Catarina đã chọn con đường khác và tìm kiếm điều đối với sơ đáng giá hơn nhiều... _Theo Vatican News | ” |